# Carme VIII
Il carme VIII è l'ottavo carme del Liber catulliano. Il carme appartiene alla prima parte del Liber, le Nugae. Il tema del carme è il rapporto di Catullo con Lesbia. Nella prima parte il poeta si rivolge a se stesso affinché consideri la relazione tra i due del tutto conclusa. Nella seconda parte il poeta si rivolge all'amata maledicendola ("Scelesta, vae te" v.15) e dicendo che non sarà più amata nello stesso modo con cui il poeta stesso aveva fatto. La poesia è circolare, si conclude, infatti, nello stesso modo con cui inizia. È probabile che la poesia rappresenti il momento della separazione definitiva a causa dell'intenso sentimento di nostalgia di cui è impregnata.

## Testo
Il testo in trimetri giambici.
Et quod vides perisse perditum ducas.

Fulsere quondam candidi tibi soles,

Cum ventitabas quo puella ducebat
       
Amata nobis quantum amabitur nulla.

Ibi illa multa tum iocosa fiebant,

Quae tu volebas nec puella nolebat.

Fulsere vere candidi tibi soles.

Nunc iam illa non volt: tu quoque, inpotens, noli>,
       
Nec quae fugit sectare, nec miser vive,

Sed obstinata mente perfer, obdura.

Vale, puella! iam Catullus obdurat,

Nec te requiret nec rogabit invitam:

At tu dolebis, cum rogaberis nulla.
       
Scelesta, vae te! quae tibi manet vita!

Quis nunc te adibit? cui videberis bella?

Quem nunc amabis? cuius esse diceris?

Quem basiabis? cui labella mordebis?

At tu, Catulle, destinatus obdura..»
ciò che vedi perduto, come perduto consideralo.

Brillarono un tempo per te giornate radiose,

quando sovente venivi agli incontri che la ragazza fissava,

quella che abbiamo amata come nessun'altra ameremo.

Si svolgevano lì allora quei molti giochi d'amore,

che tu pretendevi, né lei rifiutava

(brillarono veramente per te giornate radiose).

Ormai lei li rifiuta; (rifiutali) anche tu, sebbene incapace a frenarti.

Non cercarla, se sfugge; e non vivere da disperato,

ma con ostinazione sopporta; tieni duro.

Cara ragazza, addio. Alla fine Catullo tiene duro;

più non ti cercherà, più non t'implorerà, tanto non lo vuoi;

ma ti pentirai, quando nessuno più t'implorerà.

Guai a te, disgraziata! Che vita t'attende?

Chi adesso ti verrà a cercare? Chi ti troverà carina?

Con chi farai oggi l'amore? A chi dirai: «Sono tua»?

A chi darai i tuoi baci? A chi morderai le labbra?

Ma tu, Catullo, con ostinazione tieni duro!»